# Fjallsjökull
De Fjallsjökull is een gletsjertong van de Vatnajökull in het zuidoosten van IJsland. Aan de rand van de gletsjer heeft zich een gletsjermeer gevormd met de naam  Fjallsárlón dat buiten het smeltende ijs van de gletsjer ook gevoed wordt door een klein riviertje dat uit Breiðárlón stroomt, een ander gletsjermeer.